# La Wantzenau

La Wantzenau este o comună în departamentul Bas-Rhin, Franța. În 1 ianuarie 2022 avea o populație de 5.879 de locuitori.